# 香港中國婦女會中學
22°17′01″N 114°13′10″E / 22.2835116°N 114.2195139°E
香港中國婦女會中學（英語：Hong Kong Chinese Women's Club College，簡稱），位於香港東區西灣河，創校於1978年，辦學團體為香港中國婦女會。學校使用英文作教學語言，是所資助中學，並以「博學篤志」為校訓。

## 教育主題
| 年度      | 週年 | 主題                                                                                            |
| --------- | ---- | ----------------------------------------------------------------------------------------------- |
| 1999-2000 | 21   | Working Together Towards The Next Millennium 同心自強 迎接千禧                                  |
| 2000-2001 | 22   | Self-Motivation, Inquisitiveness and Creativity 善於自學 探索創新                               |
| 2001-2002 | 23   | Reach Out and Be Proactive 積極進取 放眼世界                                                    |
| 2002-2003 | 24   | Learning to Learn 學會學習                                                                      |
| 2003-2004 | 25   | Silver Jubilee - From Our Past to The Future 飛躍廿五 繼往開來                                  |
| 2004-2005 | 26   | A Positive and Harmonious School Life 積極進取 共建和諧                                         |
| 2005-2006 | 27   | We Care and We Strive For Improvement 關愛盡心 力爭上游                                         |
| 2006-2007 | 28   | Supporting One Another, We Face Challenges 互助互勉 勇對挑戰                                    |
| 2007-2008 | 29   | Harmony, Progress and Self Improvement 和諧進取 自強不息                                        |
| 2008-2009 | 30   | Building on tradition, We reach for new heights 承傳奮進 三十騰飛                               |
| 2009-2010 | 31   | Fulfilling Our Potential and Broadening Our Vision 開拓視野 盡展潛能                            |
| 2010-2011 | 32   | Be Positive and Inquisitive! 積極進取 探究明理                                                  |
| 2011-2012 | 33   | Taking on Responsibility and Respecting Others 律己敬人 知行合一                                |
| 2012-2013 | 34   | Leading a Fulfilling Life 臻善人生 關愛承擔                                                     |
| 2013-2014 | 35   | Dedicated to Inspiring Life-long Learning 三五成群 終身學習                                     |
| 2014-2015 | 36   | Realising our Potential, Appreciating Ourselves and Others 盡展潛能 始於欣賞                    |
| 2015-2016 | 37   | In Pursuit of Greater Knowledge, Stronger Character and Fellowship 博學篤志 團結友愛            |
| 2016-2017 | 38   | Fostering Proactive Learning and Values in a Caring Community 敦品力學 互助互愛                 |
| 2017-2018 | 39   | Enhancing Students' Learning Capacity and Commitment 力學敏行 擔承敢當                          |
| 2018-2019 | 40   | Advancing into a New Era with Knowledge and Perseverance 好學堅毅 超躍四十                      |
| 2019-2020 | 41   | Harmony, Creativity & Vision 和諧創新 開拓願景                                                  |
| 2020-2021 | 42   | Soaring High with Love, Passion and Integrity 仁愛秉直 奮發蹈厲                                 |
| 2021-2022 | 43   | Grasping every opportunity with your enthusiasm and determination 積極果毅 見機而作             |
| 2022-2023 | 44   | Embrace the future and explore new possibilities with courage and joy 勇於求新 樂於探索         |
| 2023-2024 | 45   | Sailing together and celebrating our voyage to greater heights 同航共慶 奮進未來                |
| 2024-2025 | 46   | Pursuing a purposeful life: Responsibility, Perseverance & Respect for others 弘毅盡責 敬人自重 |

## 學校歷史
香港中國婦女會中學於1978年由香港中國婦女會創立，於同年9月1日正式開學。當時校舍尚未落成，校方因此暫借太古小學上課，直至9月中才遷入西灣河校舍，並沿用至今。創校首年收取第四及第五組別學生多於八成，由2001-2002年度起至今收取第一組別學生達100%；在公開考試更創下佳績，會考最佳成績為九科全優，高考最佳成績為五科全優；在香港中學文憑試方面，2024年有一名女狀元 (姚臻怡)，2025年更誕生全港第二位終極狀元（王海博）。
現任校長為楊志强先生，副校長為陸詠琴女士、劉潤全先生及李宛珊女士。
2007年，校方向政府申請興建5層高綜合大樓，至2011年獲接納。由於空間有限，校方希望增建第6層，作為體育設施及多用途學生活動區，並改善教員室環境。
2012年1月，創校校監兼香港基督教女青年會前會長梁黃文璿家人向校董會表示，願意捐出1,000萬元冠名學校，以作為擴建第6層的額外開支，校友指校董會已通過議案。逾千學生、校友不滿情緒升溫，於網上發起群組反對，並揚言自行籌款將母校復名，同時尋求法律協助，誓保母校原名。而校方卻否認已接受冠名捐款，指諮詢分階段進行。
始自2007年，校方已向教育局申請擴建學校，以改善學習環境。經過辦學團體香港中國婦女會、教育局、建築署、工程顧問和學校教職員多年的努力，並在家長教師會、舊生會、學生會及社會人士的鼎力支持下，學校部分重建工程踏入新的里程。在過去兩年多，部分重建計劃得東區區議會、立法會教育事務委員會及工務小組審議及通過，並獲立法會財委會撥款港幣二億八仟萬元資助。經過招標後，校方已完成工程承建商的聘任程序，工程確定於2021年12月6日正式展開。
工程的第一階段由2021年12月至2022年11月進行，此階段屬前期工程，項目包括建造一座升降機及臨時樓梯等；第二階段為拆卸禮堂及興建一座七層高的教學大樓，此階段暫定於2022年12月開始，並於2024年末竣工；最後階段為改建部分舊翼的教學設施。 整個工程預計於2025年3月完成，需時共三年三個月  (至今尚未完成)。新教學大樓設施包括能容納全校學生的禮堂、全新的圖書館、學生活動中心、多功能大型活動場地、特別室等；舊翼大樓的改建工程則包括增加課室、小組教學室及重新裝修一些特別室(例如：電腦室、音樂室等)和行政設施等。

### 辦學宗旨
該校以「博學篤志」為校訓，旨在提供全面而高質素之教育，培育學生成為學識淵博、品格高尚、追求卓越之英才，並勇於承擔，為社會人群謀福祉。
We aim at providing a broad, high quality education to nurture students with such virtues as scholarly intellect, fine personality and a strong sense of responsibility to the community. Guided by the School Motto, "Knowledge and Perseverance", their students will achieve excellence in all aspects.

### 歷任校監
1. 梁黃文璿女士（1978年-2002年）
2. 劉陳素薇女士（2002年-2016年）（已故）
3. 林煒琦女士 （2016年-2023年）
4. 文綺芬博士 （2023年4月1日起就任）

### 歷任校長
1. 蔡國炳先生（1978年-1979年）（已故）
2. 孫秉樞先生（1979年-1990年）
3. 黃施露茜女士（1990年-2007年）
4. 黃明孝先生（2007年-2019年）
5. 楊志强先生（2019年起就任）

## 歷任校友校董
1. 第一任：源大璋先生（2008年-2010年）
2. 第二任：謝德新醫生（2010年-2012年）
3. 第三任：黃旭熙先生（2012年-2016年）
4. 第四任：溫倩蓓女士（2016年-2020年）
5. 第五任：楊思毅先生（2020年-2022年）
6. 第六任：黃旭熙先生（2023年-2027年）

## 冠名爭議
於2011年，校方秘密收受前校監梁黃文璿一千萬捐款，打算於向政府申請興建5層高綜合大樓上增建第6層。然而，該前校監的捐款條款為須冠其名於校名。校友指校董會已通過議案，但學生卻被蒙在鼓裏，引起爭議。
逾千學生、校友於網上發起群組反對，並揚言自行籌款將母校復名。校方及後就冠名事宜舉辦諮詢論壇，蒐集校友意見。有出席論壇的校友表示，校長當時指，校董會已通過擴建及改名的議案，質疑校方進行假諮詢。
因計劃飽受校友抨擊，最後連帶向政府申請興建5層高綜合大樓的計劃都一一擱置。

## 班級

### 2024-2025班級結構
自2011年開始，為響應教育局推行的自願優化班級結構計劃政策，學校採用採用循環平衡班級結構，每逢單數年份將開4班中一，而每逢雙數年份開5班中一。
- 中一，共5班
- 中二，共4班
- 中三，共5班
- 中四，共4班
- 中五，共5班
- 中六，共4班

### 編班準則
- 中一：在暑假中進行一次編班試。
- 中二及中三：成績較佳之學生將有規律地編入A或B班，其他學生將平均編到餘下班別。 
  - 學校於中一至中三中文說話及英文課，中四至中六中文及英文課實行小組教學。

| 年級       | 科目                       | 方法                                                                            |
| ---------- | -------------------------- | ------------------------------------------------------------------------------- |
| 中一至中三 | 中文說話                   | 按單雙學號，全班分為兩組                                                        |
| 中一至中六 | 英文                       | 中一至中六︰按成績分配進入不同的小組。                                          |
| 中四至中六 | 中文、數學、公民與社會發展 | 如全級共四班︰分為五組 如全級共五班︰中文分為六組，數學及公民與社會發展按班上課 |

- Y1組為修讀數學M1（微積分與統計）同學之組別，Y2組為修讀數學M2（代數與微積分）同學之組別
- 中四至中六（新學制）：無特別編班機制（詳見：新高中學制）

## 新高中學制
隨著前香港教育統籌局（今教育局）提行新高中學制後，學校的科目亦稍作改變。從初中三開始，校方取消歷史科，學生需修讀通識教育科（以英文授教）。
初中三升讀高中一（即原先的中四）時亦有新的選科制度，於2009-2010年正式實行。

根據在校學生，該校因「企業、會計與財務概論」科（商業管理單元）仍存在不少變數及不肯定，決定在2013-2014年起取消安排「企業、會計與財務概論」科（商業管理單元）作為中四選修選擇，改為安排開辦兩組「企業、會計與財務概論」科（會計單元）。
（粗體字科目為英語教學、斜體字科目為非公開試科目）
① 必修科目：
- 核心科目：
  - 中國語文
  - 英國語文
  - 數學（另設延伸單元）
    - 延伸單元
      - 單元一：微積分與統計（被編入Y1組）
      - 單元二：代數與微積分（被編入Y2組）

  - 公民與社會發展
- 非核心科目：
  - 體育
  - 音樂（中四） [2]

② 選修科目： 
- 物理
- 化學
- 生物
- 中國歷史
- 歷史
- 地理
- 經濟
- 旅遊與款待
- 企業、會計與財務概論（會計單元）
- 資訊及通訊科技
- 視覺藝術（中四及中五）

③ 學生除了需要修讀4科必修核心科目外，可選擇11科選修科目中的其中2至3科，並可有限地隨意選擇。因此，此校實行新高中學制後，可能不會明確有文科、理科及商科之分。如中三學年總分達滿分60%或以上，可修讀3科選修課，否則只可選修2科（不計算M1/M2）。修讀M1/M2的學生必須於中三學年數學排名為前90。
④ 在選擇選修科時，只可同時修讀下列最多2個類別的科目。
- 類別一（文科）︰中國歷史、歷史、經濟、地理、旅遊與款待
- 類別二（商科）︰企業、會計與財務概論、資訊及通訊科技、經濟、旅遊與款待
- 類別三（理科）︰物理、化學、生物、資訊及通訊科技

⑤ 中三學年總分達滿分85%或以上的同學，並證明已經或將會接受正統及持續之專門訓練的話，能選擇自修額外一科。 

## 教師人數資料
以下是此學校教師人數資料（2021-2022）
- 編制內教學人員人數：57
- 編制外教學人員人數：3

- 學歷 （佔全校教師人數的百分率）：
  - 教育文憑：97%
  - 學士：10%
  - 碩士、博士或以上：68%
  - 特殊教育培訓︰22%

- 年資 （佔全校教師人數的百分率）
  - 4年以下：12%
  - 5-9年：23%
  - 10年以上：65%

- 補充資料 （佔全校教師人數）
  - 外籍教師：1

## 2023-2024年度學校收費（全年計）
- 中一至中三︰
  - 學費：全免
  - 堂費：全免
  - 家長教師會費︰$55
  - 學生會費︰$20
  - 非標準收費︰$400（每學期$200）
- 中四至中六︰
  - 學費︰全免
  - 堂費︰$340 （每學期$170）
  - 家長教師會費︰$55
  - 學生會費︰$20
  - 非標準收費︰$400（每學期$200）

## 校舍
香港中國婦女會中學校舍座落香港島的東區，校園的佔地4645平方米，毗鄰西灣河消防局和筲箕灣報案中心及港島交通部。
校舍內的設施如下：
| - 25個課室 - 4個實驗室 - 1個生物實驗室 - 1個化學實驗室 - 1個物理實驗室 - 1個綜合科學實驗室 - 1個操場 - 男更衣室 - 女更衣室 - 電腦輔助學習中心 - 學生活動中心 - 2個教員室 - 地理室 - 音樂室 - 電腦室 - 美術室 - 縫紉室 - 家政室 - 設計與科技室 - 圖書館 - 地下G01室（前身多媒體語言室） - 校務處 - 校長室 - 學生會室 - 醫療室 - 會議室 - 訓導室 - 輔導室 - 升學及就業輔導室 - 小食部 |

## 課外活動
| - 學術學會 - 英文學會 - 中文學會 - 中史學會 - 數學學會 - 電腦學會 - 科學學會 - 公民與社會發展學會 - 經濟學會 - 地理學會 - 歷史學會 - 旅遊學會 - 商業及會計學會 - 興趣學會 - 美術學會 - 棋藝組 - 設計與科技學會 - 話劇組 - 英語辯論學會 - 家政學會 - 音樂學會 - 管樂團 - 歌詠隊 - 中樂團 - 電影欣賞學會 - 學生會報《匯流》 - 體育學會 - 體育學會 - 羽毛球校隊 - 舞蹈組 - 籃球校隊 - 乒乓球校隊 - 田徑隊 - 排球校隊 - 足球校隊 - 室內賽艇校隊 - 花式跳繩組 - 制服隊伍 - 男童軍 - 女童軍 - 紅十字會青年團 - 交通安全隊 - 服務團隊 - 校園電視隊 - 公民、德育及環保教育學會 - 公益少年團 - 課外活動學會 - 少年警訊 - 生涯規劃學會 - 學長會 - 攝影隊 - 領袖生會 - 圖書館學會 - 宗教信仰 - 基督徒團契 |

## 學業表現
成績方面，該校於高級程度會考個人最佳成績為5科全優，中學會考個人最佳成績則為9科全優；中學會考及高級程度會考的總合格率均維持95%以上。
於2012年之香港高級程度考試中，所有科目合格率更高達100%。
在2012年香港中學文憑考試中，最佳成績為6科獲5**、1科5*、另加數學延伸單元二5**，全級共有19位同學考取至少一科5**，平均合格率（2級以上）為99%，共7科優良率（4級以上）達60%以上，包括數學延伸單元二（92.3%）、生物科（84.6%）及經濟科（73.1%）。
在2013年香港中學文憑考試中，平均合格率（2級以上）為99.7%，比2012年高。平均優良率（4級以上）為71.3%，其中7科優良率達70%以上，包括經濟科（90.7%）、化學科（88.2%）及生物科（84.3%）。全級有89.3%的應屆考生達到入讀學士學位課程最低要求，即「33222」成績。
香港中學文憑考試狀元
該校是於歷屆的香港中學文憑考試曾出產狀元 [在公民與社會發展科達標，並在3個核心科（中文、英文、數學）、至少3個選修科考獲共6科或以上的5**成績] 的43間學校之一。截至2025年，共產生1位「6科5**狀元」和1位「8科5**終極狀元」。
- 2024年：姚臻怡（6個5**狀元），於香港中文大學修讀內外全科醫學士。[9][10]

- 2025年：王海博（8科5**終極狀元），於香港中文大學修讀內外全科醫學士課程—環球醫學領袖培訓專修組別。[11][12]

## 著名/傑出校友
醫學、科學界
- 陳嘉鍵（2007年中七）：第二代星之子，第58屆Intel國際科學與工程大獎賽環境管理學一等獎及最優秀項目獎得獎者
- 謝德新（1988年中七）：港怡醫院心臟科名譽顧問醫生及心臟導管治療中心總監、第十六屆世界傑出華人獎得主
- 劉國輝：香港中文大學生命科學院副教授
- 高浩（2005年中六）：香港中文大學內科及藥物治療學系助理教授、優秀青年科學家基金項目學者。
- 許俊彥（2004年中七）：香港大學數學系副教授、優秀青年科學家基金項目學者。

演藝、傳播、文化界
- 蔡一傑（1983年中三）：歌唱組合草蜢成員
- 甄子康（少爺占）（1996年中七）：香港商業電台唱片騎師
- 陳雪蓮（懷鈺）（1995年中五）：前新城電台唱片騎師
- 甄子程（1991年中五）：創動力媒體節目「子程扮熟」主持人
- 張俊浩（阿一）（2011年中七）：香港電台第二台唱片騎師
- 凌晞 （2012年）：香港女配音員[13]
- 李浩楠：娛樂網上媒體 Stars-HK 創辦人
- 夏永康（1983年中五）：香港著名攝影師

政商、金融界
- 彭偉新（1989年中五）：香港股評人
- 蔡松霖（2007年中五）： 財經事務及庫務局首席助理秘書長
- 蔡柏熙（2009年中七）：香港家友社會企業及尋保網創辦人

教育界
- 陳漢明：港澳信義會慕德中學前校長
- 何秀賢（1988年中五）：伊斯蘭脫維善紀念中學校長
- 楊思毅（2012年）：情緒教育非牟利機構「JUST FEEL 感講」共同創辦人﹑Teach For Hong Kong 校友

其他
- 陳頌皓（1990年中七）：香港基督教服務處副總幹事(長者、復康及社區)
- 黃旭熙（1996年中七）：香港兩餸飯關注組版主、前香港社會工作者總工會內務副會長
- 李昊（2011年中七）：第13屆台灣金甘蔗影展最佳編劇
- 朱憫謙（2012年中七）：香港人道新力量2023得獎者

## 社別
- 該校有四社，分別是紅社（Ruby）、黃社（Topaz）、藍社（Sapphire）、綠社（Emerald）。
- 所有初中一學生於入學的時候均被平均分配到不同的社。

## 鄰近
- 西灣河消防局
- 太安樓

## 外部連結
- 香港中國婦女會中學網頁 （页面存档备份，存于）
- 香港中國婦女會中學家長教師會網頁 （页面存档备份，存于）
- 香港中國婦女會中學舊生會網頁 （页面存档备份，存于）
- 前校監捐千萬 名校冠名爭議 （页面存档备份，存于）
- LifeinHK:香港中國婦女會中學 （页面存档备份，存于）